# ابن حتراب
ابن حتراب هي قرية تابعة لمحافظة الأحساء في المنطقة الشرقية في المملكة العربية السعودية.